# Campionato iracheno degli istituti
Il campionato iracheno degli istituti (in arabo دوري المؤسسات‎?, Dawri Al-Muassasat, "lega degli istituti") è stata una competizione calcistica irachena organizzata dalla Federazione calcistica dell'Iraq nella stagione 1973-1974, in sostituzione del campionato della Federazione.
Il titolo fu vinto dall'Al-Quwa Al-Jawiya con 23 punti. I capocannonieri del torneo furono Zahrawi Jaber dello Shorta Al-Najda e Ammo Yousif dell'Al-Quwa Al-Jawiya, con 13 gol segnati a testa. Per le partite finite in parità al termine dei 90 minuti di gioco, si procedeva con i tiri di rigore per stabilire la squadra vincente, che guadagnava un punto anziché due. Nella stessa stagione l'Al-Quwa Al-Jawiya vinse anche la Coppa della Federazione calcistica dell'Iraq.
Dal 1974-1975 il campionato degli istituti fu sostituito dalla Lega nazionale, aperta ai club registrati formalmente e non agli istituti.